# آرثر دونيلي
آرثر دونيلي (بالإنجليزية: Arthur Donnelly)‏ هو مصرفي ومحامي نيوزلندي، ولد في 6 يونيو 1890، وتوفي في 1 فبراير 1954.